# Mesochria thaii
Mesochria thaii är en tvåvingeart som beskrevs av Papp 2006. Mesochria thaii ingår i släktet Mesochria och familjen fönstermyggor.
Artens utbredningsområde är Thailand. Inga underarter finns listade i Catalogue of Life.